# Municipio de Perryton
El municipio de Perryton (en inglés: Perryton Township) es un municipio ubicado en el condado de Mercer en el estado estadounidense de Illinois. En el año 2010 tenía una población de 474 habitantes y una densidad poblacional de 5,03 personas por km².

## Geografía
El municipio de Perryton se encuentra ubicado en las coordenadas 41°17′16″N 90°43′7″O / 41.28778, -90.71861. Según la Oficina del Censo de los Estados Unidos, el municipio tiene una superficie total de 94.19 km², de la cual 94,15 km² corresponden a tierra firme y (0,04 %) 0,04 km² es agua.

## Demografía
Según el censo de 2010, había 474 personas residiendo en el municipio de Perryton. La densidad de población era de 5,03 hab./km². De los 474 habitantes, el municipio de Perryton estaba compuesto por el 99,79 % blancos y el 0,21 % eran de una mezcla de razas. Del total de la población el 0,63 % eran hispanos o latinos de cualquier raza.